# 橫田站
橫田站（日语：／ Yokota eki */?）是位於千葉縣袖浦市橫田2177番2號，東日本旅客鐵道（JR東日本）的久留里線車站。

## 歷史
- 1912年（大正元年）12月28日：千葉縣營鐵道（日语：千葉県営鉄道）久留里線中川站（日语：／）啟用[1]。
- 1915年（大正4年）7月1日：車站改名為橫田站[1]。
- 1923年（大正12年）9月1日：路線被國有化[1]。
- 1987年（昭和62年）4月1日：伴隨國鐵分割民營化，車站由東日本旅客鐵道（JR東日本）營運[1]。
- 2009年（平成21年）3月14日：此站編入至東京近郊區間[2]。
- 2017年（平成29年）12月6日：取消櫃臺服務。

## 車站構造
此站是地面車站，設有2面2線的相對式月台。在久留里線內，此站與久留里站是唯二可列車交會的車站。
兩月台之間設有站內平交道。
此站是由久留里站管理的直營車站。站內設有輕觸式自動售票機（可購買近距離單程車票和回類票）。曾經此站設有售票櫃臺（POS終端），在2017年（平成29年）12月6日關閉櫃臺，自從只可在自動售票機購票。在2008年（平成20年）2月，男女分開的廁所（濕廁）落成。
車站大樓是一座木造建築物，站內設有停泊維修路軌車輛專用側線。曾經設有貨物專用的引込線。

### 月台
| 月台         | 路線      | 上下行 | 方向         |
| ------------ | --------- | ------ | ------------ |
| 車站大樓一方 | ■久留里線 | 上行   | 木更津方向   |
| 車站大樓對面 | ■久留里線 | 下行   | 上總龜山方向 |

參考
- 在乘客資訊上沒有設定月台編號。
- 月台可容納5卡車廂。

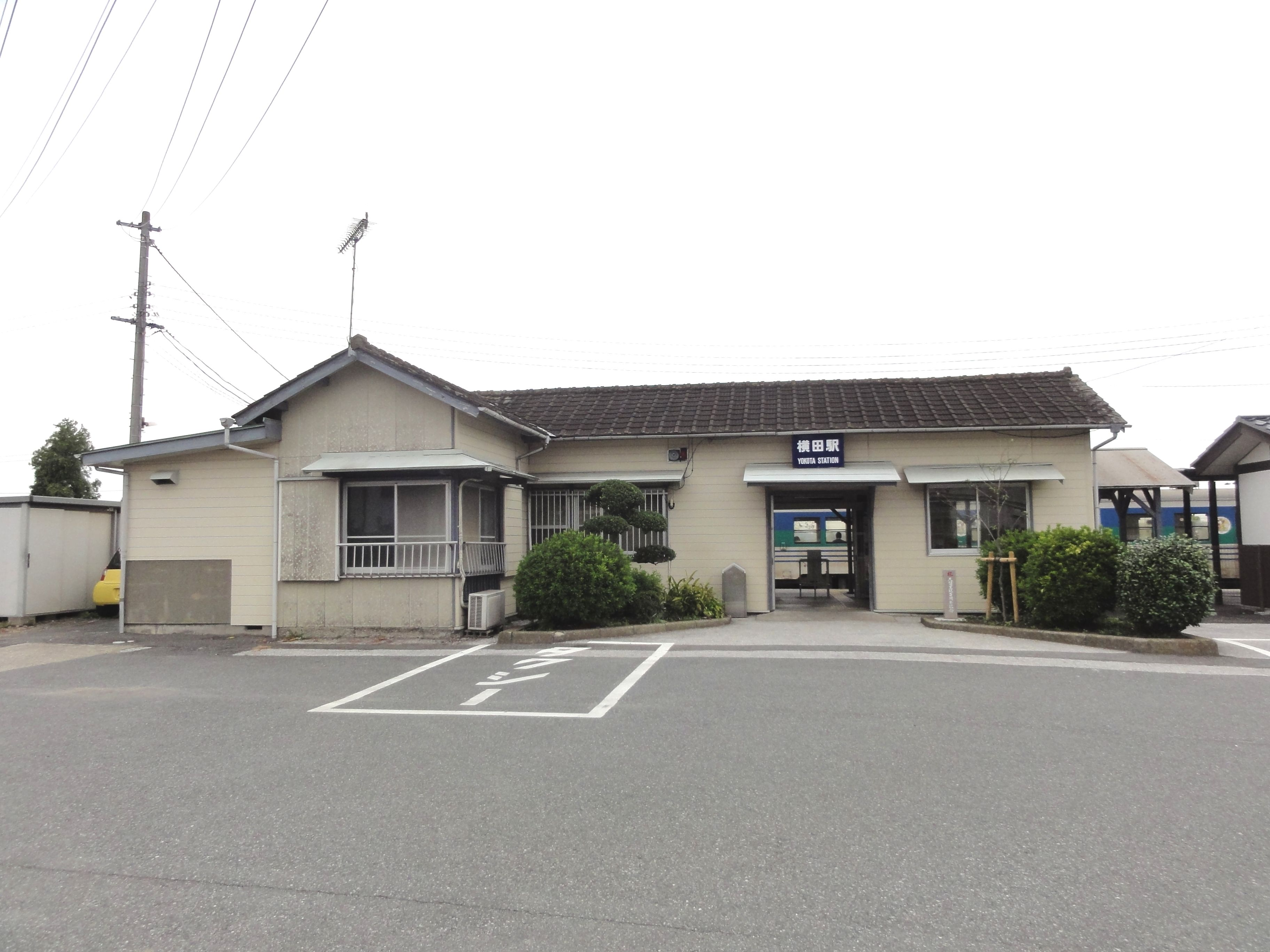
車站大樓全景（2012年10月30日）
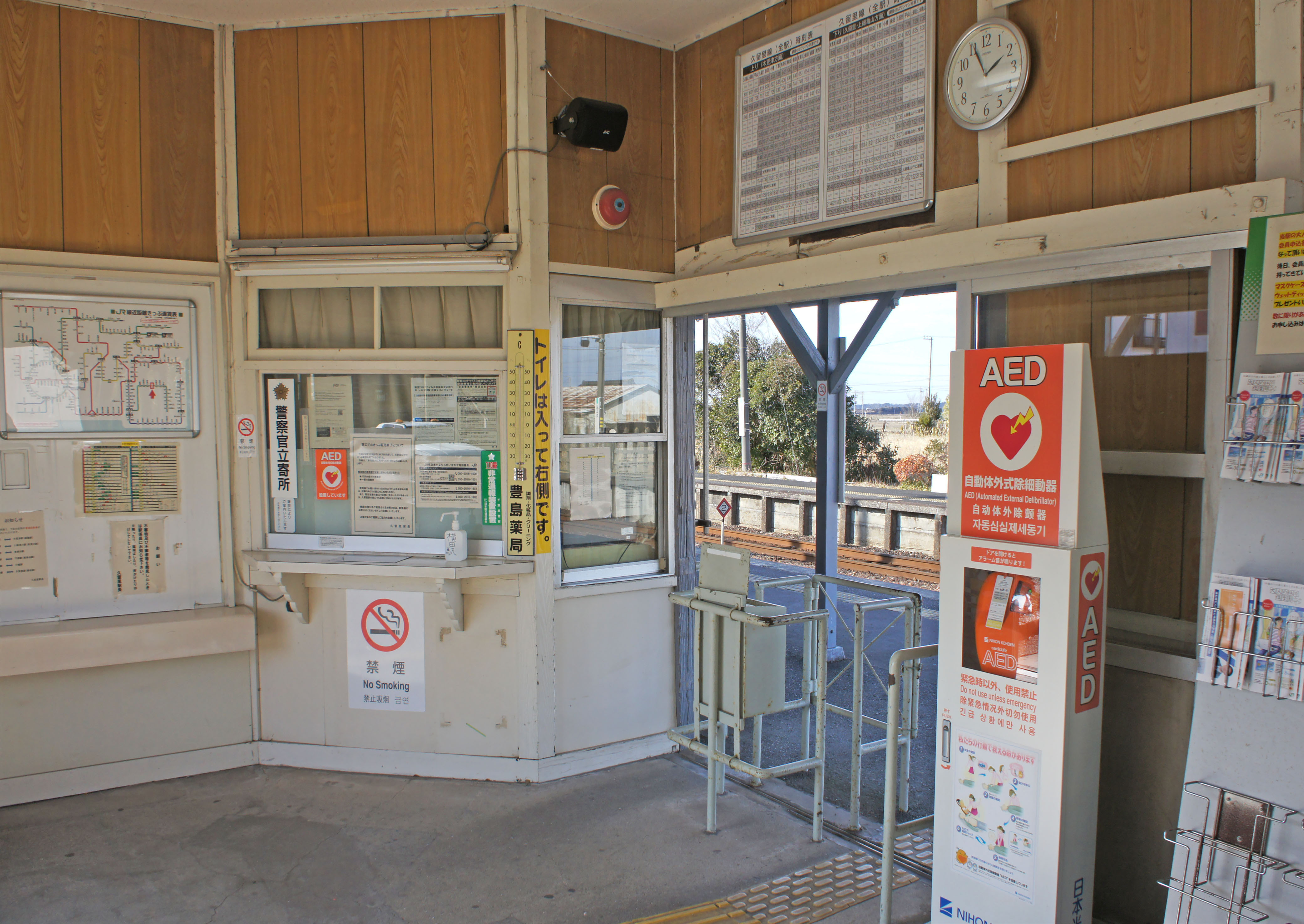
櫃臺與檢票口（2022年1月）
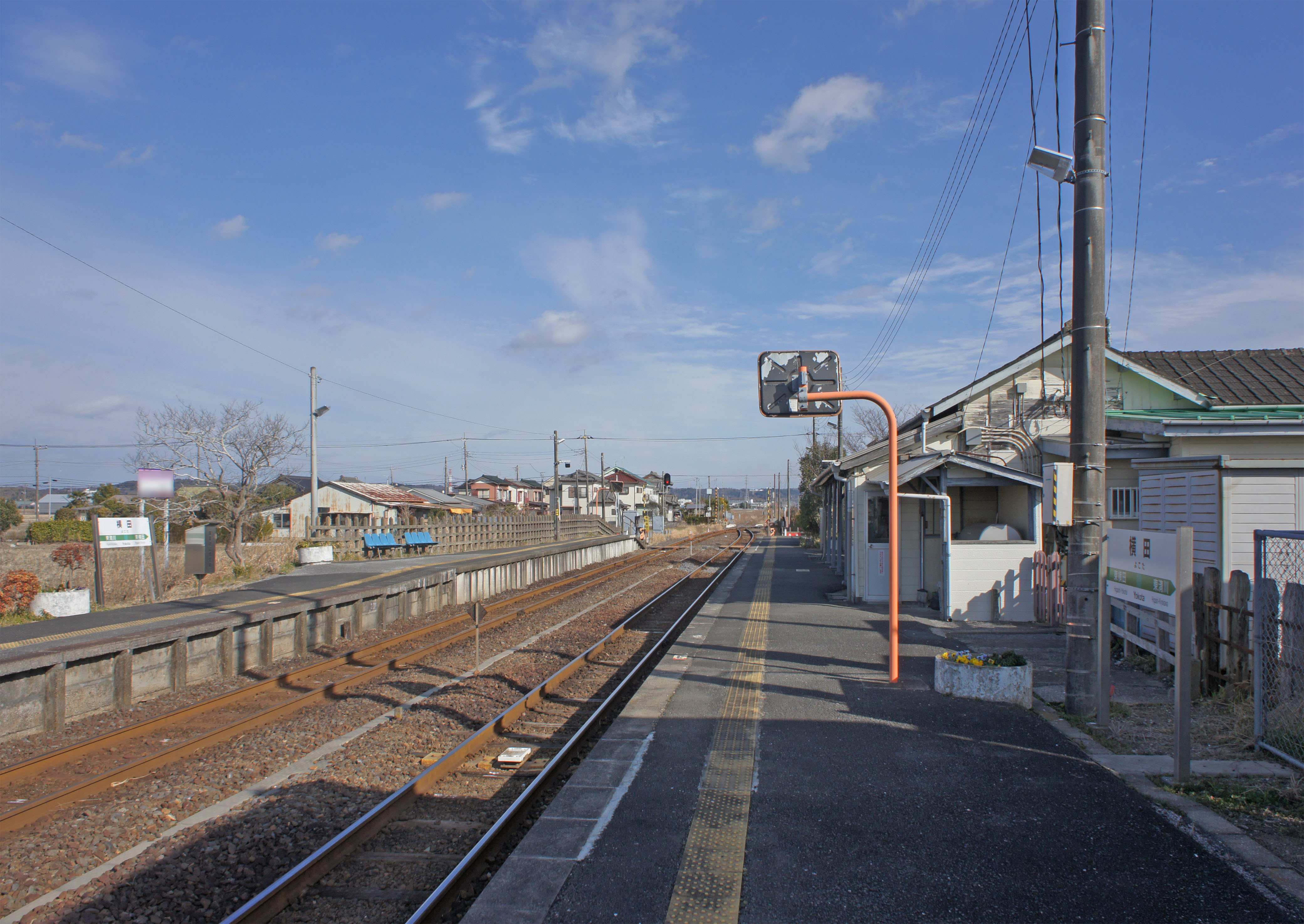
月台（2022年1月）

## 使用狀況
在2019年（令和元年）度1日平均乘車人次為165人，以下為乘車人次變化列表：
| 乘車人次變化       | 乘車人次變化     | 乘車人次變化 |
| 年度               | 1日平均 乘車人次 | 參考資料     |
| ------------------ | ---------------- | ------------ |
| 1990年（平成02年） | 407              | [ * 1 ]      |
| 1991年（平成03年） | 437              | [ * 2 ]      |
| 1992年（平成04年） | 454              | [ * 3 ]      |
| 1993年（平成05年） | 440              | [ * 4 ]      |
| 1994年（平成06年） | 419              | [ * 5 ]      |
| 1995年（平成07年） | 391              | [ * 6 ]      |
| 1996年（平成08年） | 384              | [ * 7 ]      |
| 1997年（平成09年） | 359              | [ * 8 ]      |
| 1998年（平成10年） | 368              | [ * 9 ]      |
| 1999年（平成11年） | 342              | [ * 10 ]     |
| 2000年（平成12年） | 333              | [ * 11 ]     |
| 2001年（平成13年） | 308              | [ * 12 ]     |
| 2002年（平成14年） | 298              | [ * 13 ]     |
| 2003年（平成15年） | 307              | [ * 14 ]     |
| 2004年（平成16年） | 306              | [ * 15 ]     |
| 2005年（平成17年） | 303              | [ * 16 ]     |
| 2006年（平成18年） | 287              | [ * 17 ]     |
| 2007年（平成19年） | 267              | [ * 18 ]     |
| 2008年（平成20年） | 242              | [ * 19 ]     |
| 2009年（平成21年） | 236              | [ * 20 ]     |
| 2010年（平成22年） | 227              | [ * 21 ]     |
| 2011年（平成23年） | 221              | [ * 22 ]     |
| 2012年（平成24年） | 226              | [ * 23 ]     |
| 2013年（平成25年） | 230              | [ * 24 ]     |
| 2014年（平成26年） | 219              | [ * 25 ]     |
| 2015年（平成27年） | 212              | [ * 26 ]     |
| 2016年（平成28年） | 200              | [ * 27 ]     |
| 2017年（平成29年） | 196              | [ * 28 ]     |
| 2018年（平成30年） | 179              | [ * 29 ]     |
| 2019年（令和元年） | 165              |              |

## 車站周邊
車站大樓南邊設有國道409號，沿國道上為橫田市區，設有中小商店和餐廳。車站周邊設有住宅區。車站大樓對面（北邊）為大型田園地帶。
久留里線此站往木更津一方區間會設有跨越小櫃川的橋樑。在久留里線平山站附近也有越過河川的橋樑。
- 國道409號（日语：国道409号）（房總橫斷道路）
- 千葉縣道145號長浦上總線（日语：千葉県道145号長浦上総線）
- 千葉縣道165號橫田停車場上泉線（日语：千葉県道165号横田停車場上泉線）
- 木更津警署（日语：木更津警察署）中川警官駐在所
- 平川郵局
- 袖浦市立中川小學
- 袖浦市立中川幼稚園
- 尾張屋（日语：尾張屋）超級市場橫田店
- Yax藥品（日语：千葉薬品）橫田店
- 米利Heart&Green（日语：コメリ）橫田店

## 巴士路線
「橫田」巴士站位於國道409號沿線上
| 乘車處 | 系統     | 主要途經                         | 目的地         | 巴士公司 | 備註 |
| ------ | -------- | -------------------------------- | -------------- | -------- | ---- |
| 橫田   | 馬來田線 | 東橫田、高谷、馬來田站前         | 茅野           | 日東交通 |      |
| 橫田   | 馬來田線 | 清川站前、祇園、清見台組合事務所 | 木更津站東出口 | 日東交通 |      |

## 相鄰車站
東日本旅客鐵道（JR東日本）
■久留里線
東清川－橫田－東橫田

## 注腳

### 使用狀況
1. ↑  千葉縣統計年鑑 （页面存档备份，存于）（日語） - 千葉縣
2. ↑  袖ケ浦市統計書 （页面存档备份，存于）（日語） - 袖浦市

JR東日本2000年度以後的乘車人次
1. ↑  各駅の乗車人員（2000年度） （页面存档备份，存于）（日語） - JR東日本
2. ↑  各駅の乗車人員（2001年度） （页面存档备份，存于）（日語） - JR東日本
3. ↑  各駅の乗車人員（2002年度） （页面存档备份，存于）（日語） - JR東日本
4. ↑  各駅の乗車人員（2003年度） （页面存档备份，存于）（日語） - JR東日本
5. ↑  各駅の乗車人員（2004年度） （页面存档备份，存于）（日語） - JR東日本
6. ↑  各駅の乗車人員（2005年度） （页面存档备份，存于）（日語） - JR東日本
7. ↑  各駅の乗車人員（2006年度） （页面存档备份，存于）（日語） - JR東日本
8. ↑  各駅の乗車人員（2007年度） （页面存档备份，存于）（日語） - JR東日本
9. ↑  各駅の乗車人員（2008年度） （页面存档备份，存于）（日語） - JR東日本
10. ↑  各駅の乗車人員（2009年度） （页面存档备份，存于）（日語） - JR東日本
11. ↑  各駅の乗車人員（2010年度） （页面存档备份，存于）（日語） - JR東日本
12. ↑  各駅の乗車人員（2011年度） （页面存档备份，存于）（日語） - JR東日本
13. ↑  各駅の乗車人員（2012年度） （页面存档备份，存于）（日語） - JR東日本
14. ↑  各駅の乗車人員（2013年度） （页面存档备份，存于）（日語） - JR東日本
15. ↑  各駅の乗車人員（2014年度） （页面存档备份，存于）（日語） - JR東日本
16. ↑  各駅の乗車人員（2015年度） （页面存档备份，存于）（日語） - JR東日本
17. ↑  各駅の乗車人員（2016年度） （页面存档备份，存于）（日語） - JR東日本
18. ↑  各駅の乗車人員（2017年度） （页面存档备份，存于）（日語） - JR東日本
19. ↑  各駅の乗車人員（2018年度） （页面存档备份，存于）（日語） - JR東日本
20. ↑  各駅の乗車人員（2019年度） （页面存档备份，存于）（日語） - JR東日本

千葉縣統計年鑑
1. ↑  千葉縣統計年鑑（平成3年） （页面存档备份，存于）（日語）
2. ↑  千葉縣統計年鑑（平成4年） （页面存档备份，存于）（日語）
3. ↑  千葉縣統計年鑑（平成5年） （页面存档备份，存于）（日語）
4. ↑  千葉縣統計年鑑（平成6年） （页面存档备份，存于）（日語）
5. ↑  千葉縣統計年鑑（平成7年） （页面存档备份，存于）（日語）
6. ↑  千葉縣統計年鑑（平成8年） （页面存档备份，存于）（日語）
7. ↑  千葉縣統計年鑑（平成9年） （页面存档备份，存于）（日語）
8. ↑  千葉縣統計年鑑（平成10年） （页面存档备份，存于）（日語）
9. ↑  千葉縣統計年鑑（平成11年） （页面存档备份，存于）（日語）
10. ↑  千葉縣統計年鑑（平成12年） （页面存档备份，存于）（日語）
11. ↑  千葉縣統計年鑑（平成13年） （页面存档备份，存于）（日語）
12. ↑  千葉縣統計年鑑（平成14年） （页面存档备份，存于）（日語）
13. ↑  千葉縣統計年鑑（平成15年） （页面存档备份，存于）（日語）
14. ↑  千葉縣統計年鑑（平成16年） （页面存档备份，存于）（日語）
15. ↑  千葉縣統計年鑑（平成17年） （页面存档备份，存于）（日語）
16. ↑  千葉縣統計年鑑（平成18年） （页面存档备份，存于）（日語）
17. ↑  千葉縣統計年鑑（平成19年） （页面存档备份，存于）（日語）
18. ↑  千葉縣統計年鑑（平成20年） （页面存档备份，存于）（日語）
19. ↑  千葉縣統計年鑑（平成21年） （页面存档备份，存于）（日語）
20. ↑  千葉縣統計年鑑（平成22年） （页面存档备份，存于）（日語）
21. ↑  千葉縣統計年鑑（平成23年） （页面存档备份，存于）（日語）
22. ↑  千葉縣統計年鑑（平成24年） （页面存档备份，存于）（日語）
23. ↑  千葉縣統計年鑑（平成25年） （页面存档备份，存于）（日語）
24. ↑  千葉縣統計年鑑（平成26年） （页面存档备份，存于）（日語）
25. ↑  千葉縣統計年鑑（平成27年） （页面存档备份，存于）（日語）
26. ↑  千葉縣統計年鑑（平成28年） （页面存档备份，存于）（日語）
27. ↑  千葉縣統計年鑑（平成29年） （页面存档备份，存于）（日語）
28. ↑  千葉縣統計年鑑（平成30年） （页面存档备份，存于）（日語）
29. ↑  千葉縣統計年鑑（令和元年） （页面存档备份，存于）（日語）

## 外部連結
- 車站資訊（横田）：東日本旅客鐵道（日語）
- 國土地理院地圖參閲服務 （页面存档备份，存于） - 橫田站周邊的1/25000地形圖 （页面存档备份，存于）（日語）